# چاه نعلی
 چاه نلی یا همان که به صورت غلط املایی در اسناد اداری نوشته شده است (چانعلی و چاه نعلی)، روستایی مرزی  از توابع بخش پشتکوه شهرستان خاش در استان سیستان و بلوچستان ایران است که جاده اصلی خاش- زاهدان از این روستا میگذرد.
عمده محصول کشاورری و باغی این روستا زردآلو است.